# Christopher Prowse

Wappen von Christopher Prowse als Erzbischof von Canberra-Goulburn

Christopher Charles Prowse (* 14. November 1953 in East Melbourne, Victoria, Australien) ist ein australischer Geistlicher und römisch-katholischer Erzbischof von Canberra-Goulburn.

## Leben
Christopher Prowse wurde als drittes von insgesamt sechs Kindern von Frank Prowse und seiner Ehefrau Marian, geb. Atkinson, geboren. Er besuchte zunächst die St. Francis Xavier Primary School in Box Hill und später das St. Leo’s College in Box Hill. Anschließend trat er in das Priesterseminar Corpus Christi College ein und studierte an den Standorten in Werribee (1972) und Clayton (1973–1980) Katholische Theologie und Philosophie. Er erwarb 1978 einen Abschluss als Bachelor of Arts an der Monash University und 1979 den Bachelor of Theology am Melbourne College of Divinity. 1979 empfing er die Diakonenweihe und war als Diakon in der Pfarrei St. John’s in Mitcham tätig. Am 16. August 1980 spendete ihm der Erzbischof von Melbourne, Thomas Francis Little, die Priesterweihe. In der Folge war er von 1981 bis 1983 Kaplan in der Pfarrei St. Mary of the Angels in Geelong und von 1984 bis 1985 in der Pfarrei St Monica’s in Moonee Ponds. Anschließend wurde er zu einem Graduiertenstudium freigestellt und erwarb 1987 das Lizenziat in Moraltheologie an der Päpstlichen Universität Gregoriana. Ab 1988 war er bis 2001 Dozent für Moraltheologie am Catholic Theological College. 1993 kehrte er für einen erneuten Studienaufenthalt nach Rom zurück und wurde 1995 an der Päpstlichen Lateranuniversität nach Anfertigung einer an der mit dieser assoziierten Päpstlichen Akademie Alfonsiana betreuten Dissertationsschrift mit dem Titel Racist Attitudes Towards Aboriginal Australians in the Light of Contemporary Catholic Concepts of Social Sin and Conversion zum Dr. theol. promoviert. Seit 1996 war er neben seiner Dozententätigkeit Pfarrer der Pfarrei Holy Spirit in East Thornbury.
2001 berief ihn Erzbischof Denis Hart zum Generalvikar des Erzbistums Melbourne sowie zum Moderator Curiae. Zudem wurde er Mitglied des Konsultorenkollegiums. Am 6. Oktober 2001 verlieh ihm Papst Johannes Paul II. den Ehrentitel Kaplan Seiner Heiligkeit (Monsignore).
Papst Johannes Paul II. ernannte ihn am 4. April 2003 zum Titularbischof von Bahanna und zum Weihbischof in Melbourne. Die Bischofsweihe spendete ihm der Erzbischof von Melbourne, Denis Hart, am 19. Mai desselben Jahres; Mitkonsekratoren waren George Pell, Erzbischof von Sydney, und Francesco Canalini, Apostolischer Nuntius in Australien.
Am 18. Juni 2009 ernannte ihn Papst Benedikt XVI. zum Bischof von Sale. Die feierliche Amtseinführung (Inthronisation) fand am 15. Juli desselben Jahres statt.
Papst Franziskus ernannte ihn am 12. September 2013 zum Erzbischof von Canberra-Goulburn. Die Amtseinführung erfolgte am 19. November desselben Jahres. Zudem berief ihn Franziskus am 27. Februar 2014 zum Konsultor der Päpstlichen Kommission für den Dialog mit dem Judentum.
Während der vom 12. September 2016 bis zum 22. Juli 2020 andauernden Sedisvakanz verwaltete er das Bistum Wagga Wagga als Apostolischer Administrator. Seit dem 24. Mai 2021 ist er Apostolischer Administrator des vakanten Australischen Militärordinariats.

## Mitgliedschaften
- Päpstlicher Rat für den Interreligiösen Dialog (seit 2007[6])